# Jan Stecki
Jan Stecki (ur. 22 marca 1871 w Siedliskach k. Lubartowa, zm. 30 czerwca 1954 w Bełżycach) – polski ekonomista, polityk, działacz organizacji ziemiańskich, minister w rządach Rady Regencyjnej, publicysta, senator I i III kadencji w II RP.

## Życiorys
Członek Związku Młodzieży Polskiej „Zet” i od 1893 Ligi Narodowej i Stronnictwa Narodowo-Demokratycznego (do 1917). Współpracownik Głosu i Przeglądu Wszechpolskiego. Poseł do rosyjskiej I i II Dumy Państwowej. W latach 1917–1918 prezes Głównego Komitetu Ratunkowego w Lublinie. Był członkiem Komitetu Narodowego Polskiego (1914–1917). Był członkiem Komisji Realizacyjnej Tymczasowej Rady Stanu. W latach 1917–1918 minister spraw wewnętrznych w kolejnych gabinetach powołanych przez Radę Regencyjną poczynając od rządu Jana Kucharzewskiego. W maju 1918 zlecił utworzenie Związku Pracy dla złamania strajku robotników warszawskich podczas ich sporu z magistratem Piotra Drzewieckiego.
Od 1919 prezes Związku Ziemian w Warszawie. W latach 1922–1927 i 1930–1934 senator Rzeczypospolitej. W styczniu 1934 zrzekł się mandatu.
Od 1923 jeden z przywódców Stronnictwa Chrześcijańsko-Narodowego, po przewrocie majowym jeden z przywódców Stronnictwa Chrześcijańsko-Rolniczego związanego z rządzącym obozem piłsudczyków.
3 maja 1928 został odznaczony Krzyżem Komandorskim Orderu Odrodzenia Polski.
Autor artykułów w „Ekonomiście” i „Gazecie Rolniczej”, podręcznika ekonomii politycznej oraz: książki W obronie prawdy (1928).